# Alpes-Maritimes
Alpes-Maritimes là một tỉnh của Pháp, thuộc vùng hành chính Provence-Alpes-Côte d'Azur, bao gồm 2 quận với các quận lỵ còn lại là: Grasse.